# SDSS J111415.42+481934.2
SDSS J111415.42+481934.2 ist eine elliptische Zwerggalaxie vom Hubble-Typ dE im Sternbild Großer Bär am Nordsternhimmel, die schätzungsweise 100 Millionen Lichtjahre von der Milchstraße entfernt ist. Gemeinsam mit NGC 3583 bildet sie ein gravitativ gebundenes Galaxienpaar.
Im selben Himmelsareal befinden sich u. a. die Galaxien NGC 3577 und NGC 3595.